# Montchaton
Montchaton is een plaats en voormalige gemeente in het Franse departement Manche in de regio Normandië en telt 303 inwoners (2017). De plaats maakt deel uit van het arrondissement Coutances

## Geschiedenis
De gemeente maakte deel uit van kanton Montmartin-sur-Mer tot dit op 22 maart 2015 werd opgeven en Montchaton werd opgenomen in het kanton Coutances. Op 1 januari 2016 fuseerde Montchaton met de gemeente Orval tot de commune nouvelle Orval sur Sienne.

## Geografie
De oppervlakte van Montchaton bedraagt 6,5 km², de bevolkingsdichtheid is 54,5 inwoners per km².
De onderstaande kaart toont de ligging van Montchaton met de belangrijkste infrastructuur en aangrenzende gemeenten.

## Demografie
Onderstaande figuur toont het verloop van het inwonertal (bron: INSEE-tellingen).